# Neoelmis gracilis
Neoelmis gracilis is een keversoort uit de familie beekkevers (Elmidae). De wetenschappelijke naam van de soort werd in 1935 gepubliceerd door Anthony Musgrave.